# シンシア・ロスロック
シンシア・ロスロック（Cynthia Rothrock、1957年3月8日-）は、アクション映画俳優。デラウェア州ウィルミントン生まれ、ペンシルベニア州スクラントン育ち。シンシア・ラスロックともいう。

## 略歴
1981年から1985年の間に全米空手選手権において、型と武器の部門で連続して5度チャンピオンの座についた。
またタンスドー(唐手道：韓国空手)、テコンドー（韓国武術）、鷹爪拳、表演武術および北派少林拳の5種類の格闘技において黒帯を持っている。格闘技のインストラクターもしている。

## 出演作品
- 24 Hours Till Midnight （1985年）
- Defend Yourself/Sybervision （1985年）
- レディ・ハード 香港大捜査線　皇家師姐 Yes,Madam! (1985年)
- 冒険活劇 上海エクスプレス Millionaires Express （1986年）
- レイジング・サンダー No Retreat （1986年）
- 検事Mr.ハー/俺が法律だ Righting Wrongs(aka PROSECUTOR MR. HSIA/Above the Law) （1986年）
- マジック・クリスタル Magic Crystal （1987年）
- レディ・スクワッド/淑女は拳銃がお好き The Inspectors Wear Skirts(aka Top Squad) （1988年）
- 香港レディ・レポーター Blonde Fury(Righting Wrongs 2) （1988年）
- 女ドラゴン・コップ　チャイナ・オブライアン China O'Brien （1988年）
- 女ドラゴン・コップ　チャイナ・オブライアン2 China O'Brien 2 （1988年）
- レディ・ファイター/怒りのエンジェル Angel of Fury(Triple Cross) （1989年）
- ハード・リベンジ Martial Law （1989年）
- Prince of the Sun （1989年）
- ストロンゲスト/史上最強の映画スターは誰だ!? The Deadliest Art:The Best of the Martial Arts Films （1990年）
- Free Fighter （1990年）
- ファースト・ゲッタウェイ Fast Getaway （1990年）
- アンダーカバー Martial Law 2(Undercover) （1990年）
- リベンジ・オブ・デス Lady Dragon （1990年）
- タイガークロー Tiger Claws （1990年）
- Rage and Honor （1990年）
- パワーヒート Honor and Glory （1991年）
- Rage and Honor 2 （1991年）
- ブルー・リベンジ Lady Dragon 2 （1991年）
- ファイナルヒート Undefeatable （1992年）
- City Cops(Beyond the Law) （1992年）
- フォース Irrisistible Force （1993年）
- ガーディアン・エンジェル Guardian Angel （1993年）
- Bloody Mary Killer （1994年）
- ファースト・ゲッタウェイ/炎の逃避行 Fast Getaway 2 （1994年）
- レイジング・ブレット/復讐の銃弾 Eye for an Eye （1994年）
- Tiger Claws 2 （1995年）
- アトリエ　悦楽のコレクション Fatal Passion （1995年）
- Hercules:The Legendary Journeys(TV) （1996年）
- Sworn to Justice (formerly Blond Justice) （1996年）
- Checkmate （1996年）
- ハーレーコップ Night Vision （1996年）
- The Encyclopedia of Martial Arts-Martial Combat （1996年）
- The Hostage （1997年）
- Dukes of Hazzard Reunion （1997年）
- American Tigers （1997年）
- Tiger Claws 3 （1999年）
- Manhattan Chase （2000年）
- Redemption （2001年）
- リーサル・エージェント Outside the Law （2002年）
- Bala Perdida （2003年）
- Xtreme Fighter （2004年）
- DRAGON BATTLE EVOLUTION Sci-Fighter （2004年）
- エクスペンダブル・レディズ Mercenaries （2014年）
- ショウダウン 不死身の弾丸 Showdown in Manila （2016年）
- ライジング・コマンドー Death Fighter （2017年）
- ダークネスマン Darkness of Man （2024年）